# Расселл, Морган
Морган Расселл (англ. Morgan Russell; 25 января 1886, Нью-Йорк, — 29 мая 1953, Филадельфия) — американский художник, один из первых абстракционистов США, сооснователь (совместно со Стэнтоном Макдональд-Райтом) синхромизма.

## Жизнь и творчество
Первоначально М. Рассел изучал архитектуру. В 1903 году он знакомится со скульптором Артуром Ли, завязывает с ним дружеские отношения и позирует для скульптур последнего. В 1903—1905 годах Расселл учится на скульптора на курсах нью-йоркской Студенческой лиги искусств, вместе с А. Ли и скульптором Джеймсом Фрезером. На занятиях Лиги он также позирует как модель в классе скульптуры. Получив финансовую поддержку от известной меценатки Г. Вандербильт Уитни, М. Расселл в январе 1906 года приезжает в Париж, где изучает современное искусство. Вернувшись в 1907 году в Нью-Йорк, М. Рассел продолжает учёбу в нью-йоркской Студенческой лиге вместе с Робертом Генри. Вновь уехав в Париж в 1909 году, художник занимается в художественной школе А. Матисса. В 1911 году он знакомится там со Стэнтоном Макдональд-Райтом. Оба мастера работают вместе над теорией цветности на полотне, её связи с изображаемым мотивом, узором. В 1912 году они объявляют о создании нового направления в живописи, синхромизма — одного из первых в абстрактном искусстве. В июне следующего года М. Расселл и С. Макдональд-Райт организуют первую синхромистскую выставку в Новом художественном салоне в Мюнхене, с последующей её демонстрацией в парижской галерее Бернгейм-Жён. В 1913 году его работы выставляются в парижском Салоне Независимых и — в том же году — на известной выставке современного искусства Эрмори-шоу.
Художник провёл во Франции почти 40 лет, с 1909 по 1946 год, затем вернулся на родину. Скончался в Филадельфии вследствие двух последовавших друг за другом инсультов.